# Beethovenallee (Cuxhaven)

Beethovenallee

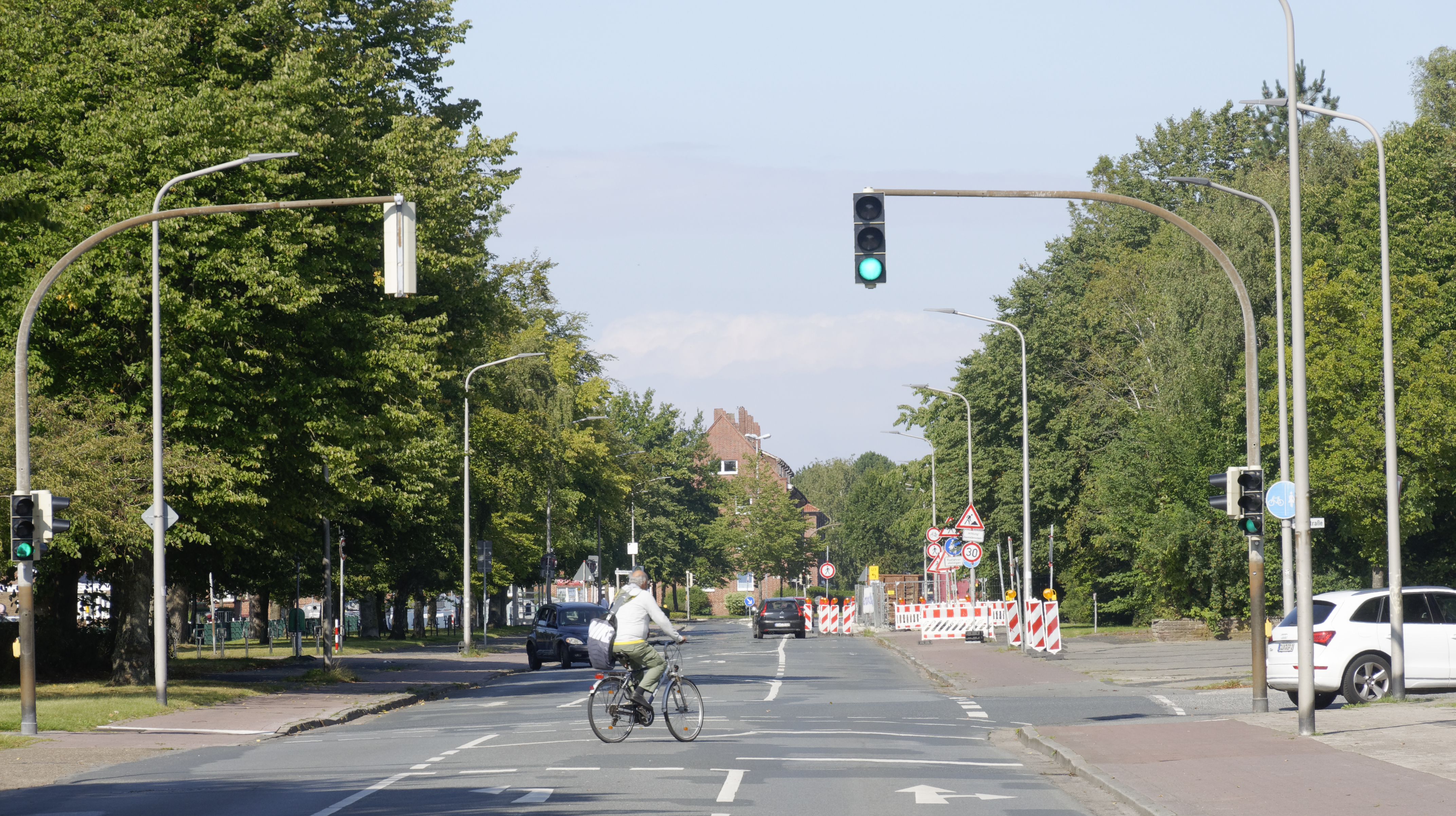
Beethovenallee

Die Beethovenallee in Cuxhaven ist eine ca. 0,8 km lange Hauptstraße. Sie führt in Nord-Süd-Richtung von der Mozartstraße / Brahmsstraße bis zum Süderwisch / Westerwischweg weiter in Richtung Altenwalder Chaussee und Altenwalde.

## Nebenstraßen
Die Neben- und Anschlussstraßen wurden benannt als Mozartstraße 1945 nach dem Komponisten Wolfgang Amadeus Mozart, Brahmsstraße 1945 nach dem Komponisten Johannes Brahms, Elfenweg 1927 nach den Bewohnerinnen des Frauen- und Ledigenheimes für Arbeiterinnen in der Fischindustrie (1926–1975), Claus-Oellerich-Weg nach dem Lehrer und Heimatforscher Claus Oellerich (1876–1961), Schulstraße nach dem Weg zum Lichtenberg-Gymnasium, Gurlittstraße 1961 nach dem Rektor des Johanneums in Hamburg Johann Gottfried Gurlitt (1754–1827), Grimsehlweg 1962 nach dem Physiklehrer Ernst Grimsehl (1861–1914), Fröbelstraße 1961 nach dem Pädagogen Friedrich Fröbel (1782–1852), Westerwischweg vor 1594 nach einer Flurbezeichnung für wisch = Weideland und Süderwisch 1966 nach der Flur suerwisch.

## Geschichte

### Name
Die Straße wurde 1945 benannt nach einem der bedeutendsten Komponisten Ludwig van Beethoven (1770–1827). Er führte die Wiener Klassik zu ihrer höchsten Entwicklung und bereitete der Musik der Romantik den Weg. Auch heute gehört er zu den meistgespielten Komponisten der Welt.

### Entwicklung
Nachdem 1872 Ritzebüttel und Alt-Cuxhaven vereinigt worden waren, erfolgte ein stärkerer Ausbau des Ortsgebietes in Richtung Westen. Im Bereich dieser Straße erfolgte seit den 1960er Jahren der Bau der Straßen für einige Sportanlagen und für den Wohnungsbau. 1964 entstand die kath. Kirche St. Marien, 1968 das Hallenbad und 1971 die Rundturnhalle. Für die beiden Hallen werden Neubauten projektiert (2019).
Verkehrlich wird die Straße von den Buslinien 1002, 1008 und 1018 der KVG erschlossen.

## Gebäude, Anlagen (Auswahl)

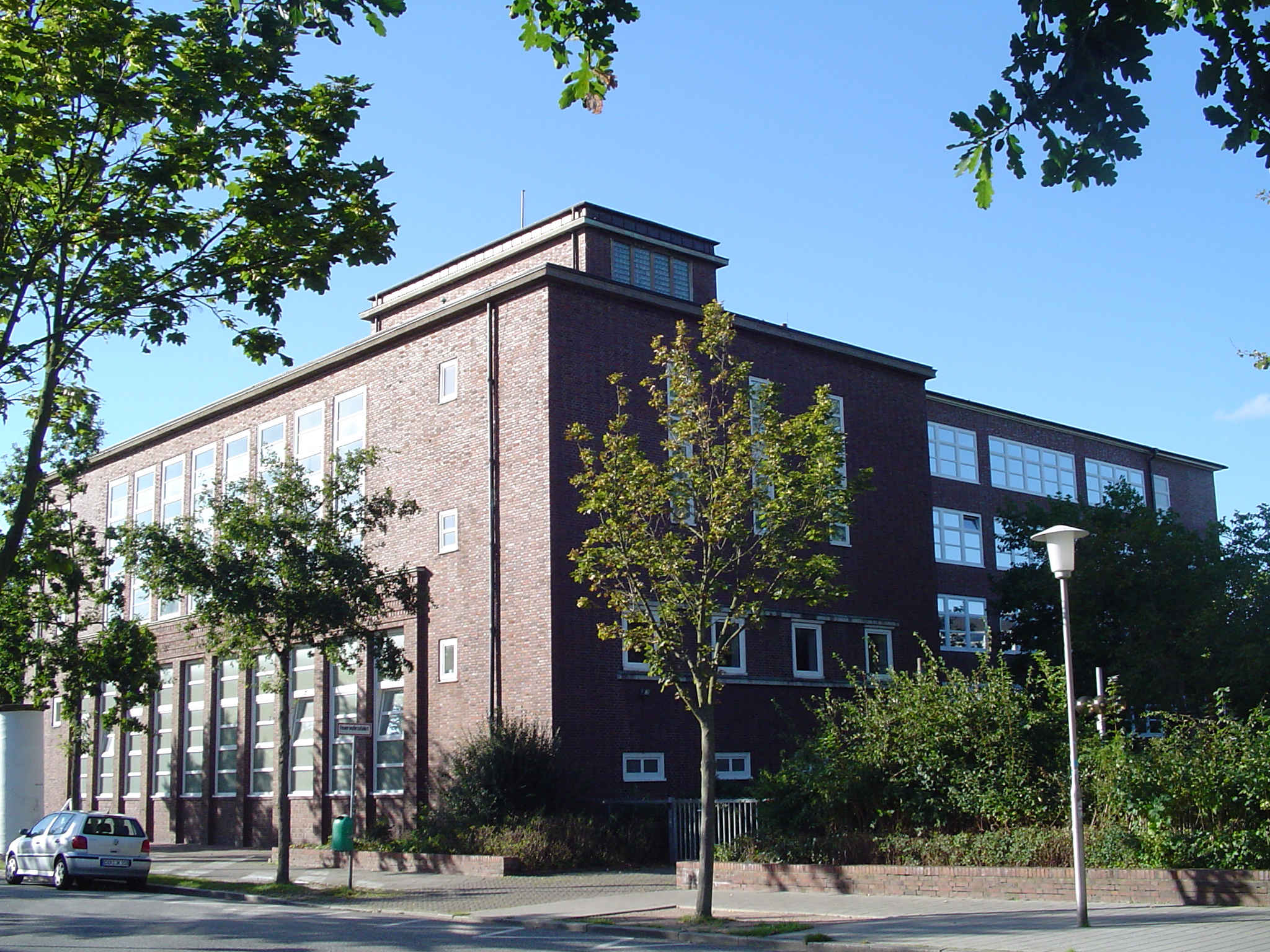
Lichtenberg-Gymnasium

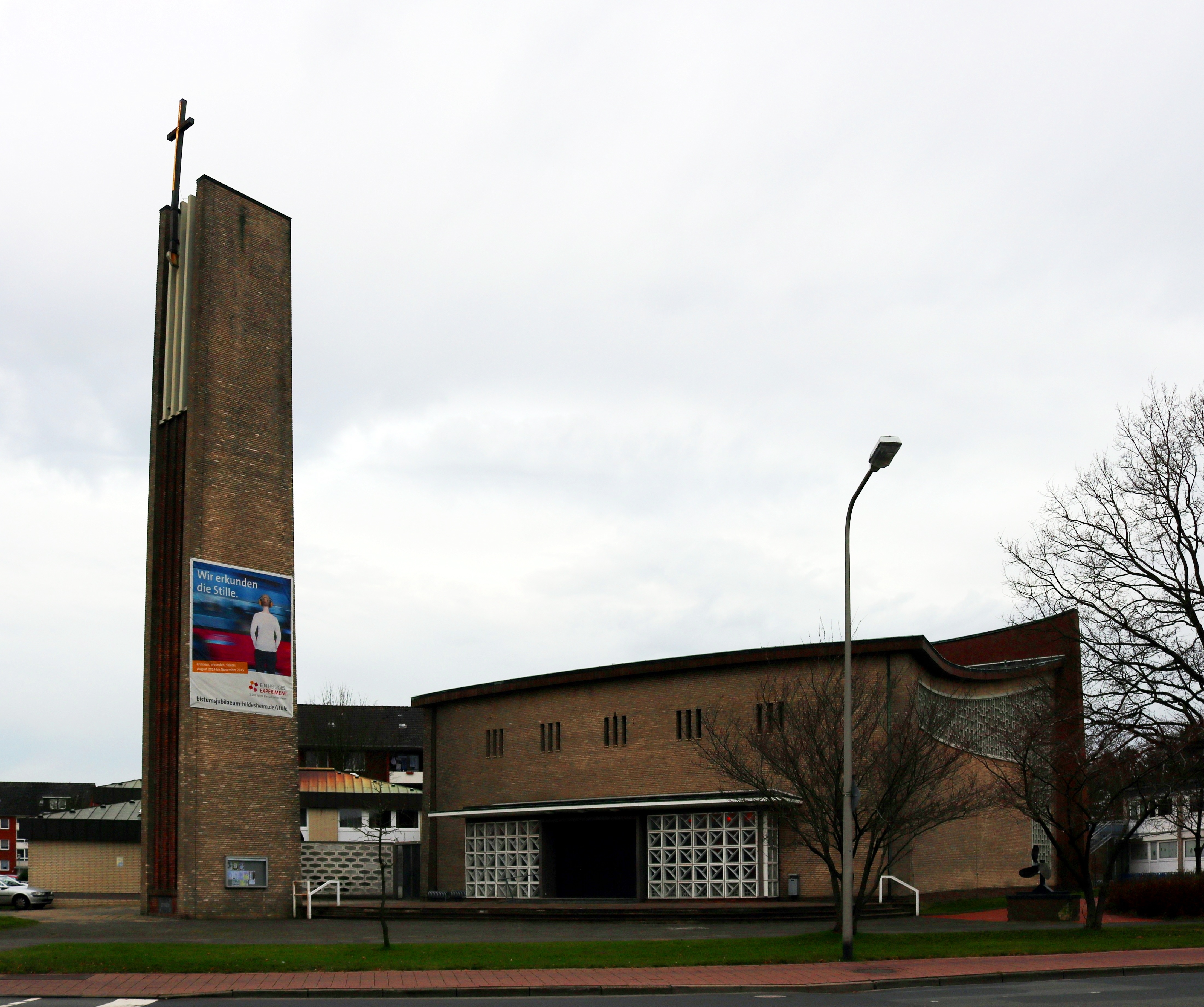
Kath. Kirche St. Marien

An der Straße stehen zumeist zwei- bis dreigeschossige Gebäude der 1960er bis 1980er Jahre, zumeist mit Satteldächern. Die mit D gekennzeichnete Häuser stehen unter Denkmalschutz.
- Nr. 7: Stolperstein für Marianne Janecke (1934–1941, ermordet)[3]
- Nr. 11: Hallenbad Beethovenallee von 1968 mit einer Beckengröße von 25 × 12,5 m und 5-, 3- und 1-Meter-Sprungbrettern
  - Neubau ab 2019/20 eines Hallenbades auf dem Vorplatz für den Schulsport
  - Gaststätte SportlerEck
- Jahnplatz mit 3000 Zuschauerplätzen und Nebenplätzen
- Nr. 19: Markante Rundturnhalle des Landkreises von 1971; 3-fach-Halle (24 × 44 m) mit ca. 480 Zuschauertribünenplätzen, Heimspielstätte der Cuxhaven BasCats in der 2. Bundesliga ProA, Neubau seit 2016 projektiert.[4]
- Schulstraße Nr. 18: Viergeschossiges Lichtenberg-Gymnasium Cuxhaven (D) von 1929 nach Plänen von Oberbaudirektors Fritz Schumacher; heute für um 550 Schüler
- Delftstrom, ein kleiner Wasserlauf
- Zwischen Claus-Oellerich-Weg und Kirche: Wochenmarkt
- Gurlittstraße Nr. 2a: Kath. Kirchengemeinde St. Marien, Neubau der Pfarrkirche von 1964 mit ca. 300 Plätzen sowie mit Gemeindehauses und Kindergarten
- Nr. 36: West-Apotheke
- Südbereich der Straße: Wohnhäuser